# Lorde de Man
Lorde de Man ou Senhor de Man (em língua manesa:Çhiarn Vannin, em língua inglesa:Lord of Mann) é um título utilizado pelos monarcas do Reino Unido na Ilha de Man, que são Lorde Protetor e chefe de estado da ilha.

## Relacionamento com a Coroa
Desde 1399, os reis e lordes de Man existiam em uma posição do feudalismo como vassalos do reinando Rei da Inglaterra e, posteriormente, do Reino da Grã-Bretanha e do Reino Unido, que era o mais alto soberano da ilha. O titulo de 'Lorde Proprietário' foi revestido à Coroa pelo “Ato de Compra da Ilha de Man de 1765” e, portanto, deixou de existir separadamente. Jorge III tornou-se o primeiro monarca britânico da Ilha a ser estilizado como "Lorde de Man", em 1769  No entanto, por razões de cultura e tradição, o título de Lorde de Man continua a ser usado. Por estas razões, durante o Brinde Leal, os moradores da ilha dizem O Rei, Lorde de Mann.
O título é Lorde de Mann independente de sexo. Entrementes, durante o reinado de Vitória do Reino Unido o título foi estilizado como Lady de Mann.
O nome latim formal é Dominus Manniae.
Analogicamente, o monarca britânico, seja homem ou mulher, é estilizado de "Duque de Lencastre".

## Lista de lordes
Antes de 1504, o soberano da ilha era chamado de Rei de Mann.

### Século XVI
- Tomás Stanley III, 1504-1521
- Eduardo Stanley, 1521-1572
- Henrique Stanley, 1572-1593
- Ferdinando Stanley, 1593-1594

### Disputa (1594–1607)
Em 1598, uma disputa sobre a sucessão entre os filhos de Ferdinando Stanley, 5.º Conde de Derby e o irmão deste, Guilherme Stanley, 6.º Conde de Derby. Foi decidido pelo “O Mais Honorável Conselho Privado de Sua Majestade que o direito sobre a ilha de Mann pertencia a Isabel I de Inglaterra, e que as cartas patentes de 1405 que haviam passado a ilha á família Stanley eram nulos.
A rei, em consideração aos "diversos e eminentes trabalhos realizados para ela e para seues predecessors pela honorável e nobre Casa de Stanley," desistiu de seus direitos e indicou que o Conselho Privado seria o mais indicado para decidir-se na questão da herança.
Os lordes da Lei do Conselho Privado decidiram "a permissão obtida pelas cartas patentes pelo Grande Selo de Inglaterra estão regidos pela Lei Comum da Inglaterra, onde a herança paassará aos descendentes em geral, e não para os de linhagem masculine. ", outrossim, a ilha foi entregue para as filhas de Ferdinando. 

### Regentes (1607–1609)
Na sequência da resolução da disputa de sucessão, foi decidido que as filhas de Ferdinando Stanley eram os herdeiros legítimos. Como a mais velha delas não havia chegado à maioridade ainda, dois lordes temporários de Man foram nomeados por Jaime I,  para que as filhas herdeiras pudessem desfrutar dos rendimentos da ilha.
- Henrique Howard, 1.° Conde de Northampton, 1607–1608
- Roberto Cecil, 1.° Conde de Salisbury, 1608–1609

Após a chegada da maioridade dos herdeiros do senhorio da ilha de Man, os direitos sobre a ilha foram vendidos para o seu tio, Guilherme Stanley. Ele assumiu o título de Lorde de Mann após a passagem de uma lei do Parlamento.

### Século XVII
- Guilherme Stanley, 6. º Conde de Derby  , 1609-1612
- Isabel de Vere, Condessa de Derby,1612-1627
- Jaime Stanley, 7.° Conde de Derby, 1627-1651(conhecido como "o Grande Stanley")
- Tomás Fairfax, 1651-1660(nomeado por Oliver Cromwell durante o Interregno inglês)
- Carlos Stanley, 8.° Conde de Derby, 1660-1672(restaurado por Carlos II)
- Guilherme Ricardo Jorge Stanley, 9.° Conde de Derby, 1672-1702
- Jaime Stanley, 10.° Conde de Derby, 1702-1736
- Jaime Murray, 2.° Duque de Atholl,1736-1764
- Carlota Murray, 8.° Baronesa Strange e João Murray, 3.° Duque de Atholl, 1764-1765

### Revestimento
Em 1765,  Carlota Murray vendeu a soberania da ilha de Mann ao governo da Grã-Bretanha por £70,000. Com o Ato do Parlamento em seguida, a ilha foi restituída à coroa britânica e desde então é propriedade do soberano inglês.